# Sean Nealis
Sean Nealis (Massapequa, 13 gennaio 1997) è un calciatore statunitense, difensore del N.Y. Red Bulls.

## Caratteristiche tecniche
È un difensore centrale.

## Carriera
IL 27 febbraio 2019 debutta fra i professionisti giocando con il N.Y. Red Bulls l'incontro di CONCACAF Champions League vinto 3-0 contro l'Atlético Pantoja.

## Statistiche
Statistiche aggiornate al 28 giugno 2021.

### Presenze e reti nei club
| Stagione        | Squadra            | Campionato      | Campionato | Campionato | Coppe nazionali | Coppe nazionali | Coppe nazionali | Coppe continentali | Coppe continentali | Coppe continentali | Altre coppe | Altre coppe | Altre coppe | Totale | Totale | Totale |
| Stagione        | Squadra            | Comp            | Pres       | Reti       | Comp            | Pres            | Reti            | Comp               | Pres               | Reti               | Comp        | Pres        | Reti        | Pres   | Reti   |        |
| --------------- | ------------------ | --------------- | ---------- | ---------- | --------------- | --------------- | --------------- | ------------------ | ------------------ | ------------------ | ----------- | ----------- | ----------- | ------ | ------ | ------ |
| 2018            | Westchester Flames | PDL             | 5          | 0          |                 | -               | -               |                    | -                  | -                  |             | -           | -           | 5      | 0      |        |
| 2019            | N.Y. Red Bulls II  | USL             | 21         | 3          |                 | -               | -               |                    | -                  | -                  |             | -           | -           | 21     | 3      |        |
| 2019            | N.Y. Red Bulls     | MLS             | 9          | 1          | USCup           | 0               | 0               | CCL                | 1                  | 0                  |             | -           | -           | 10     | 1      |        |
| 2020            | N.Y. Red Bulls     | MLS             | 6          | 0          |                 | -               | -               |                    | -                  | -                  |             | -           | -           | 6      | 0      |        |
| 2021            | N.Y. Red Bulls     | MLS             | 10         | 0          |                 | -               | -               |                    | -                  | -                  |             | -           | -           | 10     | 0      |        |
| Totale carriera | Totale carriera    | Totale carriera | 51         | 4          |                 | 0               | 0               |                    | 1                  | 0                  |             | -           | -           | 52     | 4      |        |